# Dentalium reevei
Dentalium reevei is een Scaphopodasoort uit de familie van de Dentaliidae. De wetenschappelijke naam van de soort is voor het eerst geldig gepubliceerd in 1871 door Fischer.